# شیرگیسوالده
شیرگیسوالده (به آلمانی: Schirgiswalde) یک منطقهٔ مسکونی در آلمان است که در شیرگیزوالده-کیرشاو واقع شده‌است. شیرگیسوالده ۲٬۸۸۳ نفر جمعیت دارد.

## خواهرخوانده
شهر زوندرن خواهرخواندهٔ شیرگیسوالده هست.